# Myriozoum honolulense
Myriozoum honolulense är en mossdjursart som beskrevs av Busk 1884. Myriozoum honolulense ingår i släktet Myriozoum och familjen Myriaporidae. Inga underarter finns listade i Catalogue of Life.